# دانييل براندز
دانييل براندز (بالألمانية: Daniel Brands)‏ (ولد في 17 يوليو 1987، في ديغندورف, ألمانيا). هو لاعب كرة مضرب محترف.